# Plan Novi
Pour les articles homonymes, voir Plan Rouge (homonymie) et Novi.
En France, le dispositif ORSEC-NOmbreuses VIctimes, ORSEC-NOVI ou simplement plan Novi, est un plan d'urgence destiné à définir l'organisation du secours d’urgence permettant de faire face à une situation d’urgence, quelle qu'en soit l'origine, ayant engendré de nombreuses victimes, et ce dès lors que l'accomplissement ordinaire des missions des acteurs de terrain n'est plus adapté. Le seuil (nombre de victimes) et les conditions (nature et contexte de l’événement) à partir duquel un tel plan est déclenché varient sur le territoire national, département par département, la décision relevant de l’autorité préfectorale.

## Cadre général
ORSEC-NOVI s'inscrit dans le dispositif d'organisation de la réponse de sécurité civile (ORSEC) : c'est une des dispositions générales ORSEC définie à l’article R. 741-8 du code de la sécurité intérieure comme un « mode d'action commun à plusieurs types d'événements. »
ORSEC-NOVI est basé sur quatre concepts :
- l'organisation rationnelle des moyens de secours (personnels, véhicules…), afin d’éviter que les moyens ne se gênent mutuellement, de préserver des réserves de moyens pour les autres situations d'urgence, d’organiser les divers intervenants et leurs actions par une hiérarchisation des mesures à prendre et des victimes à traiter ;
- une double chaîne, l'une centrée sur la gestion globale du chantier et notamment du sinistre sur place, l'autre sur la prise en charge des victimes une fois extraite du sinistre ;
- l'installation d'un poste médical avancé, à proximité de la catastrophe, pour les premiers soins d’urgence et de stabilisation avant extraction ;
- un double commandement : l'un sur le site du sinistre qui se charge de la gestion des opérations de secours, l'autre distant qui se charge des renforts et de la logistique générale.

Pour coordonner l’ensemble des acteurs de la chaîne de secours, un système informatique nommé SINUS (système d’information numérique standardisé) permet de tracer l’état et le devenir de chaque victime tout au long de sa prise en charge. Les données sont accessibles par l’autorité préfectorale, certains acteurs nationaux (DGSCSC…), les sapeurs-pompiers, le SAMU, la police, la gendarmerie…
Le terme « Novi » est l'abréviation de « NOmbreuses VIctimes. » Dans le cadre du secourisme et des recommandations de la DGSCGC, la notion de « situation à multiples victimes » (SMV) existe également : « La situation à nombreuses victimes se définit comme une situation accidentelle d’ampleur ayant fait de nombreuses victimes ou ayant un potentiel évolutif pouvant entraîner de nombreuses victimes. Une telle situation est un événement particulier qui nécessite une méthode de travail différente des autres interventions. » Une SMV ne nécessite toutefois pas systématiquement le déclenchement d’un plan ORSEC-NOVI ; par exemple, un accident de circulation avec une dizaine de victimes et impliqués, tous blessé léger et sans pronostic vital engagé, ne nécessite pas de coordonner la réponse opérationnelle via un plan NOVI. Par ailleurs, le concept de « nombreuses victimes » n’implique pas nécessairement qu'il y ait des morts ou des blessés graves. Il est activé quand il y a un grand nombre de personnes impliquées qui dépasse les moyens traditionnels de prise en charge et/ou nécessite un suivi de moyen terme ; ainsi, ORSEC-NOVI a été mis en œuvre en avril 2014 pour des symptômes de gastro-entérite concernant une vingtaine de personnes, probablement en raison d'une toxi-infection alimentaire collective.
ORSEC-NOVI est à distinguer du plan Blanc, qui est destiné à la seule organisation hospitalière. Ces deux plans peuvent être déclenchés de manière indépendante ; toutefois, le plan Blanc est fréquemment déclenché en parallèle de ORSEC-NOVI afin de faire face à l'afflux de victimes évacuées de l'avant par le dispositif plan Novi.

## Historique
Les premiers plans Orsec sont créés en 1952, mais concernent des sinistres de grande ampleur.
Après l'incendie de la cartoucherie Gévelot à Issy-les-Moulineaux du 11 juillet 1973, les sapeurs-pompiers de Paris structurent une réflexion qui aboutira en 1975 au Plan Bleu (10 à 25 victimes) Blanc (26 à 50 victimes) Rouge (plus de 50 victimes).
Le plan Rouge est créé en 1978 par la brigade de sapeurs-pompiers de Paris, à la suite d'explosions lors d'un incendie (rue Raynouard, Paris 16e), ayant fait 13 morts et de très nombreux blessés : il s'agit d'un plan destiné à organiser les moyens de secours en présence de nombreuses victimes.
À la suite de l'attentat de la rue de Rennes, le principe du plan Rouge est étendu à toute la France par la circulaire no 86-318 du 28 octobre 1986 (ministère de l'Intérieur), relative à la planification des secours immédiats en présence de nombreuses victimes. Le nom de « plan Rouge », tel qu'il existait à Paris, est officiellement repris quelques années plus tard dans une circulaire qui annule et remplace la précédente (circulaire no 89-21 du 19 décembre 1989 relative au contenu et aux modalités d'élaboration des plans destinés à de nombreuses victimes dénommés « plans rouges »). Comme le titre de cette circulaire l'indique, chaque département organise son plan Rouge, même si les différents plans restent très similaires.
À la suite des attentats de Madrid du 11 mars 2004 et des attentats de Londres de juillet 2005, les autorités françaises prennent conscience de la possibilité de plusieurs attentats simultanés, et donc de la nécessité de répartir les ressources et le commandement sur plusieurs sites. Cela mène à la création du plan Rouge alpha dit de « riposte multi-attentat », qui est déclenché pour la première fois lors des attentats du 13 novembre 2015 en région parisienne.
Le décret no 2005-1157 remplace le plan Rouge par la disposition orsec novi (nombreuses victimes).

« "En 1987, la première loi de sécurité civile a réformé la mouture originale, jugée contre-intuitive tant il paraissait logique de prévoir une réponse spécifique à chaque risque, explique Pascal Fortin, chargé de planification territoriale à la DGSCGC. Pour mieux cibler les risques et prendre en compte leur analyse, l’État a mis en place plusieurs catégories de plans d’urgence, notamment le fameux plan Rouge déclenché lorsqu’il y a de nombreuses victimes en un même lieu. À cette époque, on avait quasiment un plan par risque." […] En 1999, la tempête du siècle balaye la France et, par là même, l’idée d’un dispositif segmenté par risques. "Tout le monde jouait le plan, mais certains départements ne le déclenchaient pas", se souvient Philippe Blanc.
Depuis 2004, la loi de modernisation de la sécurité civile a rectifié le tir […]. »

— « Le plan Orsec a 60 ans », sur ministère de l'Intérieur, 15 octobre 2012 (consulté le 11 février 2016)
Le plan Rouge ou le plan Novi a été activé de nombreuses fois depuis sa création.

## Objet
Le dispositif ORSEC-NOVI est activé par le préfet du département lors d'un accident catastrophique à effet limité, entraînant ou susceptible d'entraîner de nombreuses victimes.
Ce dispositif a pour objectif de remédier aux conséquences d'une situation accidentelle déclarée, en prenant en compte les impératifs suivants :
- la rapidité de la mise en place des moyens ;
- l'organisation rationnelle du commandement ;
- l'emploi des moyens suffisants et adaptés ;
- la coordination dans la mise en œuvre de ces moyens et notamment une bonne organisation de la régulation médicale.

## Conception générale
Lors d'un événement nécessitant l'activation de l'ORSEC-Novi, il faut dans le même temps :
- lutter contre le sinistre initial, ses effets directs et indirects ;
- soustraire les victimes du milieu hostile ;
- prendre en charge les victimes.

Compte tenu de la difficulté d'effectuer simultanément ces trois missions, deux chaînes de commandement sont mises en place sous l'autorité du commandant des opérations de secours : la chaîne incendie-sauvetage d'une part, et la chaîne médicale d'autre part :
- la chaîne incendie-sauvetage est essentiellement chargée de la lutte contre le sinistre initial ; à ce titre, et parce que les premiers intervenants y seront totalement consacrés, elle concourt à la mission de recherche, de localisation, et de dégagement d'éventuelles victimes, en y associant la pratique des gestes de secourisme ;
- la chaîne médicale comporte trois fonctions :
  - le ramassage, qui assure, outre sa contribution aux gestes de prompt secours, le relevage et le transfert des victimes du lieu de l'événement vers le poste médical avancé,
  - la catégorisation et la mise en condition des victimes,
  - l'évacuation des victimes vers les structures de soins adaptées.

La chaîne de commandement s'appuie sur deux structures :
- le Centre Opérationnel Départemental (COD)[6], situé en général à la préfecture départementale, qui assure la gestion des moyens, la rotation des équipes engagées, les renforts, l'intendance et la logistique ;
- le poste de commandement avancé (PCA), ou poste de commandement opérationnel (PCO), situé sur le terrain (proche du sinistre), qui assure la gestion du chantier.

## Activation du mode d'action ORSEC-Novi
Les situations justifiant la mise en œuvre d'un plan NOVI sont des plus diverses :
- incendie de grande intensité, entraînant des risques immédiats pour la population ;
- effondrement d'immeuble ;
- accident du trafic routier, ferroviaire, ou aérien ;
- actes criminels (agression collective par arme à feu, explosif, prise d'otages, attentat de tout type…) ;
- accidents du travail ;
- catastrophes naturelles.

Pour activer le dispositif ORSEC-NOVI, il faut qu'il y ait notion de risque collectif, à la fois dans le temps et dans l’espace, ce qui entraîne la probabilité de nombreuses victimes potentielles à côté de l’existence de victimes réelles. Il n'existe pas de "seuil d'activation", l’appréciation étant laissée au préfet, sur proposition des acteurs intervenants, et en fonction des critères suivants:
- la présence d’un besoin sanitaire massif et urgent dû au grand nombre de victimes et de leur pathologie ;
- le dépassement de la réponse courante des services ;
- la nécessité d’une direction inter-services par l’autorité préfectorale.

Le plan Novi peut être mis en œuvre sans être officiellement déclenché. Le déclenchement est plus un acte administratif (voire politique) ayant pour effet la transmission de la direction des opérations de secours du maire au préfet, et la mise en place de dispositions financières particulières (financement de l'intervention). Il peut être décidé par exemple de ne pas déclencher officiellement de plan Novi afin de minimiser la perception de l'ampleur d'un sinistre (répercussions médiatiques), bien que toute l'organisation et les moyens de ce plan soient mis en œuvre.

## Mise en œuvre
| Couleur | Rôle                      |
| ------- | ------------------------- |
| Jaune   | Commandement opérationnel |
| Rouge   | Ramassage                 |
| Blanc   | Poste médical avancé      |
| Bleu    | Évacuation                |

### Répartition des responsabilités

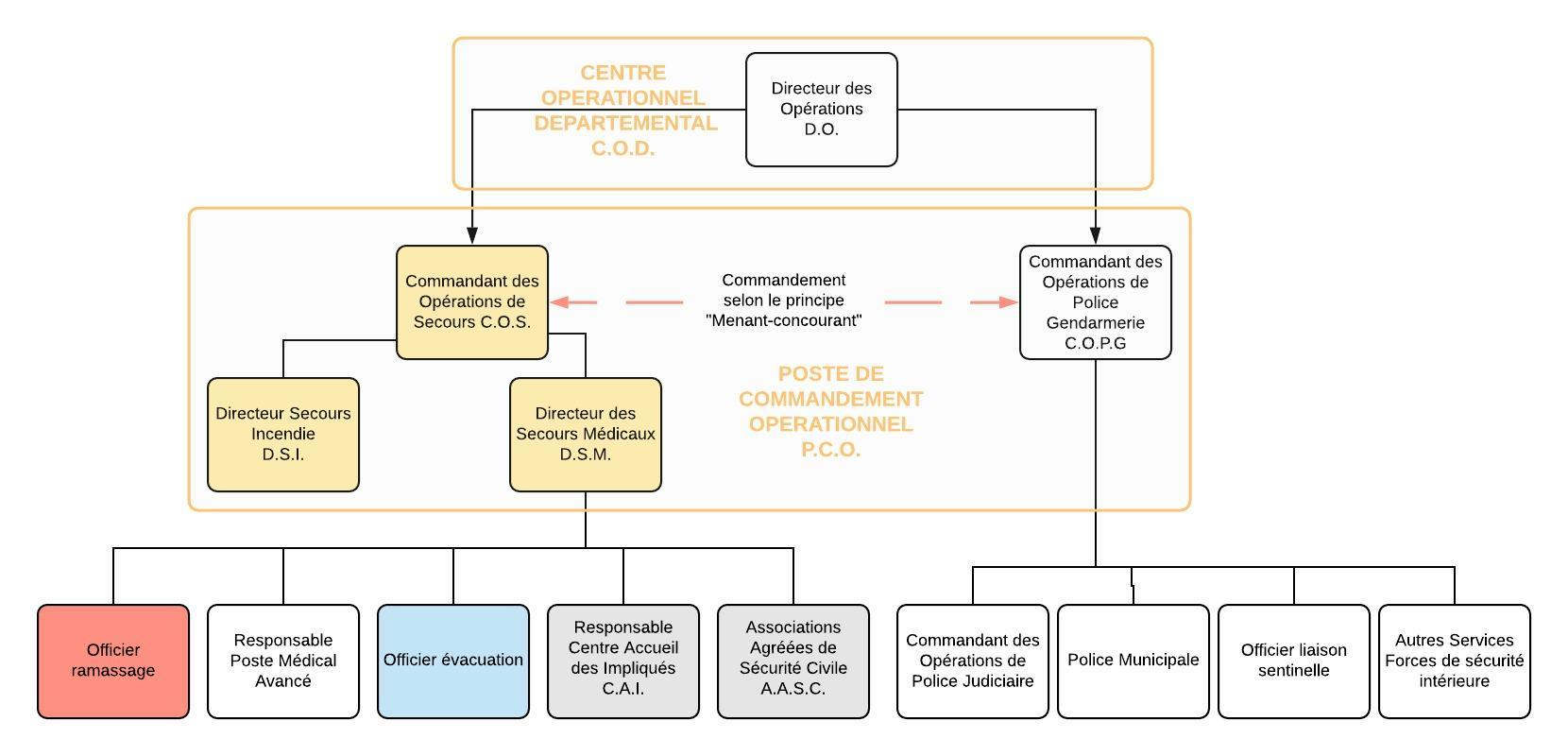
Chaîne de commandement de l'ORSEC-Novi

La réponse aux situations d’urgence exige une coordination efficace de ces moyens. Celle-ci est assurée par une direction unique, en l’occurrence le préfet du département assure la Direction des Opérations (DO).
En cas de crise à dominante « sécurité et ordre public », un commandant opérationnel menant est désigné entre le COS et le COPG pour assurer la responsabilité de la coordination tactique inter-services de la crise suivant le principe « menant / concourant ».
Le directeur du service départemental d'incendie et de secours concerné (ou le commandant de groupement pour la BSPP), ou son remplaçant, assure le commandement des opérations de secours (COS). Il dispose, pour mener à bien sa mission, d'un directeur des secours incendie et sauvetage (DSI), et d'un directeur des secours médicaux (DSM) Les médecins des services assurant l’aide médicale urgente (SAMU et SMUR) ou y concourant, comme le service de santé et de secours médical (SSSM) des services d’incendie et de secours (SIS), ainsi que le service de santé des armées (SSA), ont vocation à remplir les fonctions attribuées au DSM.  Il appartient au préfet de désigner au préalable les médecins de ces services pouvant intervenir en tant que DSM. Pour cela, il tient compte de l’expérience, de la connaissance des dispositifs de secours, d’une activité régulière en médecine d’urgence pré-hospitalière du médecin et d’une formation de DSM dispensée en interministériel.
Le COPG est responsable de la mise en oeuvre des mesures de sécurisation et de gestion des flux afin de permettre l’intervention rapide des secours. Il établit les périmètres des zones d’intervention.
Les moyens à disposition du plan peuvent faire appel à des moyens autres que sapeurs-pompiers et SAMU, comme des associations agréées de sécurité civile de secours à personnes (comme la Croix-Rouge, la FFSS ( Fédération française de sauvetage et de secourisme), la Protection civile, etc.) ou des ambulanciers privés ; ces derniers interviendront essentiellement comme vecteurs d'évacuation, pour la prise en charge des urgences relatives au poste médical avancé (PMA), ou pour la prise en charge psychologique des impliqués (cellule d'urgence médico-psychologique).

### Le commandement opérationnel
Le commandant des opérations de secours assure sur le site de l’accident la coordination de l’ensemble des moyens de secours, publics, privés, ou associatifs. Il doit être aisément identifiable, et porte à cet effet une chasuble de couleur jaune, portant l’inscription « Commandant des opérations de secours » (COS). Il dispose, sur les lieux de l’intervention, d’un poste de commandement opérationnel. Ce dernier doit intégrer l’élément de liaison fourni par la Police.
Le COS dispose de deux adjoints : le directeur des secours incendie et sauvetage et le directeur des secours médicaux.

#### Le directeur des secours incendie et sauvetage (DSI)
Cette fonction est assurée par un officier sapeur-pompier. Il a pour mission, en lien avec la chaîne de prise en charge des victimes:
- la lutte contre le sinistre initial ;
- les reconnaissances et recherches de victimes potentielles, en vue de les soustraire du milieu hostile ;
- l’amorce des opérations de ramassage et premiers secours, en attendant la montée en puissance des moyens de la chaîne médicale du plan.

Il porte une chasuble de couleur jaune portant, selon les départements, l’inscription « Directeur des secours incendie ».

#### Le directeur des secours médicaux (DSM)
Les médecins des services assurant l’aide médicale urgente (SAMU et SMUR) ou y concourant, comme le service de santé et de secours médical (SSSM) des services d’incendie et de secours (SIS), ainsi que le service de santé des armées (SSA), ont vocation à remplir les fonctions attribuées au DSM.  Il appartient au préfet de désigner au préalable les médecins de ces services pouvant intervenir en tant que DSM. Pour cela, il tient compte de l’expérience, de la connaissance des dispositifs de secours, d’une activité régulière en médecine d’urgence pré-hospitalière du médecin et d’une formation de DSM dispensée en interministériel. Le D.S.M. a la responsabilité du choix de la stratégie médicale de prise en charge des blessés à adopter. Il détermine le parcours de soins et est seul compétent pour prendre les décisions d’ordre médical.
Il porte une chasuble de couleur jaune portant l’inscription « Directeur des secours médicaux ».

### Le zonage et la lutte contre le sinistre

Zonage d'un plan novi.

On distingue deux zones : une zone où le danger est encore présent et une zone de sûreté. Tant qu'une zone n'est pas sécurisée, son accès est restreint aux unités chargées de combattre le sinistre. Lorsque le danger ne résulte pas d'une action humaine en cours — typiquement, dans le cas d'une explosion (accidentelle, ou criminelle sans risque de surattentat), d'un accident industriel, d'un accident de transport ou d'une catastrophe naturelle —, la lutte contre le sinistre est du ressort des sapeurs-pompiers ou des unités de sécurité civile. Les services de police — Police nationale, municipale et Gendarmerie — ont pour rôle de restreindre l'accès à la zone, de permettre la circulation des moyens de secours et de débuter l'enquête. Si le danger n'est pas maîtrisé et que la situation risque d'évoluer, les victimes présentes dans cette zone sont extraites d'urgence vers un point de rassemblement des victimes (PRV), hors de danger, où les premiers soins d'urgence leur sont prodigués avant une évacuation vers le poste médical avancé (PMA, un hôpital de campagne) ; si le danger est maîtrisé, les victimes reçoivent un traitement minimal sur place (secourisme de l'avant) et sont évacuées directement vers le PMA. Le PMA ainsi que le point de rassemblement des moyens (PRM), point où doivent se présenter les différents acteurs de terrain, et l'éventuelle zone d'atterrissage d'hélicoptère (drop zone, DZ) sont placés dans une zone dite « de soutien ».

Zonage d'un plan Novi avec menace humaine.

En cas de crise à dominante « sécurité et ordre public », l'organisation est différente ; il s'agit typiquement d'attaques terroristes, d'actes criminels (règlements de compte, tentative de vol avec arme), de pulsions meurtrières pathologiques (coups de folie) ou d'émeute. On est en général en présence de fusillade ou d'agressions à l'arme blanche, de prises d'otages et parfois de menace d'explosion (attentat suicide). Dans ces cas-là, ce sont les Forces de Sécurité intérieures (Police et Gendarmerie) qui sont chargées de lutter contre le sinistre. La zone de danger est alors une zone d'exclusion dont l'accès est réservé exclusivement aux forces de l'ordre et est séparée en trois zones : une zone de contact, une zone de combat et une zone de reprise :
- zone de contact : c'est une zone de danger extrême, similaire à une zone de guerre, dans laquelle la médicalisation est impossible en dehors du sauvetage par le compagnon d'arme ; cette zone est habituellement de faible étendue ;
- zone de combat : c'est une zone dangereuse, dans laquelle peut intervenir le médecin opérationnel de l'unité en intervention (typiquement médecin du Raid, de la BRI ou du GIGN), équipé et protégé ; la médicalisation est impossible, mais on peut y constituer un nid de blessés et effectuer des gestes de secourisme (en particulier pose de garrot) ;
- zone de reprise : c'est une zone de transition vers la zone de secours ; un « pré-PMA », sous la responsabilité d'un « médecin de reprise » (DSM de l'unité en intervention), disposant de matériel de secours, peut conditionner succinctement des victimes extraites des zones de contact et de combat, avant une évacuation rapide dans la zone de secours.

Ce type de situation peut évoluer très rapidement, imposant une réorganisation constante de la noria des victimes, le « circuit du blessé ».

« Dans un premier temps, j’ai commencé à faire des gestes de sauvetage, mais nous avons été très vite débordés par le nombre de blessés, précise-t-il. J’ai donc endossé le rôle d’officier d’évacuation pour diriger le déplacement des victimes par les agents du RAID vers la zone intermédiaire. Au bout d’un moment, la zone d’exclusion totale est rendue plus perméable à partir du moment où elle est sécurisée. Les sapeurs pompiers sont alors autorisés à entrer sur la zone. »

— Pr Denis Safran, médecin auprès de la BRI, Les médecins du RAID face à l’hécatombe du Bataclan

### La chaîne médicale

Chaîne médicale dans un plan novi (anciennement plan rouge).

L'organisation de la chaîne médicale comporte trois phases d’intervention :
- Le ramassage, qui comprend le relevage et le transport des victimes jusqu’au poste médical avancé (petite noria, noria de ramassage) ;
- La catégorisation et la mise en condition des blessés, effectuée au PMA (tri des victimes) ;
- L’évacuation du PMA vers les hôpitaux, après régulation par le SAMU du département concerné (grande noria, noria d'évacuation).

#### Le ramassage
L’action de ramassage prolonge les actions de dégagement ou de sauvetage. La mission « ramassage » est confiée à un officier sapeur-pompier qui coordonne les missions dévolues à cette fonction.
Il porte une chasuble de couleur rouge portant l'inscription « Officier ramassage ». Tout le personnel affecté à cette mission porte, afin de le rendre facilement identifiable, un brassard ou une chasuble de couleur rouge.
On parle aussi de « noria de ramassage » ou de « petite noria ».

#### Le poste médical avancé (PMA)
Le regroupement des victimes est effectué au poste médical avancé (PMA), dont le responsable est un médecin (sapeur-pompier ou SAMU), désigné par le DSM.
Ce médecin a pour missions :
- d'effectuer la prise en charge des victimes ;
- de catégoriser les victimes et de faire donner les soins adaptés à la nature des blessures ;
- de faire rechercher les places hospitalières adaptées aux différentes pathologies (régulation médicale).

Il dispose à cet effet :
- d'un officier SP (officier PMA) désigné par le COS, chargé de gérer l'organisation et la logistique du PMA ;
- de secouristes et de personnel médical et paramédical ;
- d'un secrétariat, composé de sapeurs-pompiers et de secouristes, et chargé :
  - d'établir les listes d'identification des victimes ;
  - de remplir le feuillet identification des « fiches médicales de l'avant » (FMA) ;
  - de transmettre la liste des victimes à l'officier PC DSM.

Le cas échéant, et après accord du DSM, il peut être créé deux zones supplémentaires, distinctes du PMA (sous l'autorité du DSM) :
- une zone de regroupement des victimes indemnes, sous la responsabilité de secouristes ;
- une zone de prise en compte des impliqués médico-psychologiques, placée sous la responsabilité de médecins et/ou de psychiatres (cellule d'urgence médico-psychologique).

Le médecin du PMA porte une chasuble blanche portant l'inscription « Médecin PMA », l'officier PMA une chasuble blanche portant l'inscription « PMA ». Le reste du personnel du PMA porte un brassard blanc.

#### L'évacuation
La mission « évacuation » consiste à concentrer et à gérer l'ensemble des vecteurs d'évacuation, en fonction des besoins exprimés par le médecin responsable du PMA. Cette mission est confiée à un officier, avec à sa disposition des sapeurs-pompiers et des bénévoles d'associations de sécurité civile (secouristes associatifs) afin d'organiser l'espace.
Les vecteurs d'évacuation peuvent être médicalisés ou non médicalisés. Il peut s'agir de véhicules de sapeurs-pompiers, d'ambulances privées, de véhicules associatifs, d'hélicoptères… La fonction évacuation s'assure que les victimes sont transportées par des moyens adaptés et vers les centres adaptés en fonction des instructions données par les médecins du PMA.
L'officier évacuation porte une chasuble bleue portant l'inscription « Évacuation », et le personnel à sa disposition porte un brassard bleu.
On parle aussi de « noria d'évacuation » ou de « grande noria ».